# Eriospermum undulatum
Eriospermum undulatum är en sparrisväxtart som beskrevs av Pauline Lesley Perry. Eriospermum undulatum ingår i släktet Eriospermum och familjen sparrisväxter. Inga underarter finns listade i Catalogue of Life.